# Беатрикс Люксембургска
Беатрикс Люксембургска (на немски: Beatrix von Luxemburg, на унгарски: Luxemburgi Beatrix; * 1305; † 11 ноември 1319) от род Люксембурги, е втората съпруга на унгарския крал Карл Роберт Анжуйски и кралица на Унгария, Хърватия и Далмация (1318 – 1319).

## Биография
Дъщеря е на император Хайнрих VII Люксембургски и на Маргарета Брабантска, дъщеря на Йохан I, херцог на Брабант. Сестра е на Ян Люксембургски, крал на Бохемия (1311 – 1346) и на Мария, втора съпруга на френския крал Шарл IV.
Беатрикс се омъжва на 24 юни 1318 г. за Карл Роберт Анжуйски (1288 – 1342) от Анжуйската династия. На 11 октомври 1319 г. ражда дъщеря, която живее само няколко часа, а след месец тя самата умира на 14 години в Темешвар. Погребана е в катедралата на Вараждин.
През 1320 г. Карл Роберт се жени трети път за полската принцеса Елизабет (1305 – 1380), дъщеря на крал Владислав I Локетек.